# Coupe des confédérations 1999
Navigation
Arabie saoudite 1997 Corée du Sud - Japon 2001
La Coupe des confédérations 1999 est la quatrième édition de la Coupe des confédérations. Alors que les trois précédentes éditions s'étaient déroulées en Arabie saoudite, celle-ci se tient au Mexique, du 24 juillet au 4 août 1999. L'équipe de France, sacrée championne du monde en 1998, est absente.

## Équipes participantes
- Mexique (nation hôte et vainqueur de la Gold Cup 1998)
- Brésil (tenant du titre, vainqueur de la Copa América 1997 et 1999, et finaliste de la Coupe du monde 1998)
- Allemagne (vainqueur de l'Euro 1996)
- Égypte (vainqueur de la Coupe d'Afrique des nations 1998)
- Nouvelle-Zélande (vainqueur de la Coupe d'Océanie 1998)
- Arabie saoudite (vainqueur de la Coupe d'Asie des nations 1996)
- États-Unis (finaliste de la Gold Cup 1998)
- Bolivie (finaliste de la Copa América 1997)

La France, vainqueur de la Coupe du monde 1998, décline l'invitation. Le finaliste de la Coupe du monde, le Brésil, est qualifié en tant que vainqueur de la Copa América 1997 (et 1999). Il reste une place à prendre. Le refus de l'Uruguay (récent finaliste de la Copa América 1999) fait finalement le bonheur de la Bolivie (finaliste de la Copa América 1997) qui elle accepte l'invitation.

## La compétition

### Groupe A
|   | Équipe          | Pts | J | G | N | P | BP | BC | Diff |
| - | --------------- | --- | - | - | - | - | -- | -- | ---- |
| 1 | Mexique         | 7   | 3 | 2 | 1 | 0 | 8  | 3  | +5   |
| 2 | Arabie saoudite | 4   | 3 | 1 | 1 | 1 | 6  | 6  | 0    |
| 3 | Bolivie         | 2   | 3 | 0 | 2 | 1 | 2  | 3  | -1   |
| 4 | Égypte          | 2   | 3 | 0 | 2 | 1 | 5  | 9  | -4   |

| 25 juillet 1999 | Arabie saoudite | 1 | 5 | Mexique |
|                 | Bolivie         | 2 | 2 | Égypte  |
| 27 juillet 1999 | Arabie saoudite | 0 | 0 | Bolivie |
|                 | Égypte          | 2 | 2 | Mexique |
| 29 juillet 1999 | Mexique         | 1 | 0 | Bolivie |
|                 | Arabie saoudite | 5 | 1 | Égypte  |

1re journée
| 25 juillet 1999                   | Bolivie                    | 2 - 2 | Égypte                | Stade Azteca, Mexico                          |                                               |
| 12:00 · Historique des rencontres | Gutiérrez 21e · Ribera 40e |       | 8e Sabry · 68e Radwan | Spectateurs : 85 000 Arbitrage : Anders Frisk | Spectateurs : 85 000 Arbitrage : Anders Frisk |
| 12:00 · Historique des rencontres | (Rapport)                  |       |                       | Spectateurs : 85 000 Arbitrage : Anders Frisk | Spectateurs : 85 000 Arbitrage : Anders Frisk |

| 25 juillet 1999                   | Mexique                                 | 5 - 1 | Arabie saoudite      | Stade Azteca, Mexico                        |                                             |
| 14:30 · Historique des rencontres | Blanco 12e, 19e, 68e, 77e · Abundis 21e |       | 62e (pen.) Al-Temyat | Spectateurs : 85 000 Arbitrage : Óscar Ruiz | Spectateurs : 85 000 Arbitrage : Óscar Ruiz |
| 14:30 · Historique des rencontres | (Rapport)                               |       |                      | Spectateurs : 85 000 Arbitrage : Óscar Ruiz | Spectateurs : 85 000 Arbitrage : Óscar Ruiz |

2e journée
| 27 juillet 1999                   | Arabie saoudite | 0 - 0 | Bolivie | Stade Azteca, Mexico                        |                                             |
| 18:00 · Historique des rencontres |                 |       |         | Spectateurs : 65 000 Arbitrage : Brian Hall | Spectateurs : 65 000 Arbitrage : Brian Hall |
| 18:00 · Historique des rencontres | (Rapport)       |       |         | Spectateurs : 65 000 Arbitrage : Brian Hall | Spectateurs : 65 000 Arbitrage : Brian Hall |

| 27 juillet 1999                   | Mexique                  | 2 - 2 | Égypte                   | Stade Azteca, Mexico                           |                                                |
| 20:30 · Historique des rencontres | Pardo 15e · Abundis 26e, |       | 79e Hassan · 85e Kamouna | Spectateurs : 65 000 Arbitrage : Kim Young-Joo | Spectateurs : 65 000 Arbitrage : Kim Young-Joo |
| 20:30 · Historique des rencontres | (Rapport)                |       |                          | Spectateurs : 65 000 Arbitrage : Kim Young-Joo | Spectateurs : 65 000 Arbitrage : Kim Young-Joo |

3e journée
| 29 juillet 1999                   | Arabie saoudite                               | 5 - 1 | Égypte             | Stade Azteca, Mexico                           |                                                |
| 18:00 · Historique des rencontres | Al-Otaibi 8e, 34e, 78e, 85e · Al-Shahrani 64e |       | 70e (pen.) Kamouna | Spectateurs : 15 000 Arbitrage : Ubaldo Aquino | Spectateurs : 15 000 Arbitrage : Ubaldo Aquino |
| 18:00 · Historique des rencontres | (Rapport)                                     |       |                    | Spectateurs : 15 000 Arbitrage : Ubaldo Aquino | Spectateurs : 15 000 Arbitrage : Ubaldo Aquino |

| 29 juillet 1999                   | Mexique      | 1 - 0 | Bolivie | Stade Azteca, Mexico                        |                                             |
| 20:30 · Historique des rencontres | Palencia 52e |       |         | Spectateurs : 55 000 Arbitrage : Óscar Ruiz | Spectateurs : 55 000 Arbitrage : Óscar Ruiz |
| 20:30 · Historique des rencontres | (Rapport)    |       |         | Spectateurs : 55 000 Arbitrage : Óscar Ruiz | Spectateurs : 55 000 Arbitrage : Óscar Ruiz |

### Groupe B
|   | Équipe           | Pts | J | G | N | P | BP | BC | Diff |
| - | ---------------- | --- | - | - | - | - | -- | -- | ---- |
| 1 | Brésil           | 9   | 3 | 3 | 0 | 0 | 7  | 0  | +7   |
| 2 | États-Unis       | 6   | 3 | 2 | 0 | 1 | 4  | 2  | +2   |
| 3 | Allemagne        | 3   | 3 | 1 | 0 | 2 | 2  | 6  | -4   |
| 4 | Nouvelle-Zélande | 0   | 3 | 0 | 0 | 3 | 1  | 6  | -5   |

| 24 juillet 1999 | Allemagne        | 0 | 4 | Brésil           |
|                 | Nouvelle-Zélande | 1 | 2 | États-Unis       |
| 28 juillet 1999 | Brésil           | 1 | 0 | États-Unis       |
|                 | Allemagne        | 2 | 0 | Nouvelle-Zélande |
| 30 juillet 1999 | Brésil           | 2 | 0 | Nouvelle-Zélande |
|                 | États-Unis       | 2 | 0 | Allemagne        |

1re journée
| 24 juillet 1999                   | Brésil                                                | 4 - 0 | Allemagne | Stade Jalisco, Guadalajara                              |                                                         |
| 12:00 · Historique des rencontres | Zé Roberto 62e · Ronaldinho 72e (pen.) · Alex 86e 87e |       |           | Spectateurs : 60 000 Arbitrage : Gilberto Alcalá Pineda | Spectateurs : 60 000 Arbitrage : Gilberto Alcalá Pineda |
| 12:00 · Historique des rencontres | (Rapport)                                             |       |           | Spectateurs : 60 000 Arbitrage : Gilberto Alcalá Pineda | Spectateurs : 60 000 Arbitrage : Gilberto Alcalá Pineda |

| 24 juillet 1999                   | Nouvelle-Zélande | 1 - 2 | États-Unis                 | Stade Jalisco, Guadalajara                     |                                                |
| 14:30 · Historique des rencontres | Zoricich 90e     |       | 25e McBride · 58e Kirovski | Spectateurs : 60 000 Arbitrage : Ubaldo Aquino | Spectateurs : 60 000 Arbitrage : Ubaldo Aquino |
| 14:30 · Historique des rencontres | (Rapport)        |       |                            | Spectateurs : 60 000 Arbitrage : Ubaldo Aquino | Spectateurs : 60 000 Arbitrage : Ubaldo Aquino |

2e journée
| 28 juillet 1999                   | Allemagne                | 2 - 0 | Nouvelle-Zélande | Stade Jalisco, Guadalajara                    |                                               |
| 18:00 · Historique des rencontres | Preetz 6e · Matthäus 33e |       |                  | Spectateurs : 42 000 Arbitrage : Coffi Codjia | Spectateurs : 42 000 Arbitrage : Coffi Codjia |
| 18:00 · Historique des rencontres | (Rapport)                |       |                  | Spectateurs : 42 000 Arbitrage : Coffi Codjia | Spectateurs : 42 000 Arbitrage : Coffi Codjia |

| 28 juillet 1999                   | Brésil         | 1 - 0 | États-Unis | Stade Jalisco, Guadalajara                    |                                               |
| 20:30 · Historique des rencontres | Ronaldinho 13e |       |            | Spectateurs : 54 000 Arbitrage : Anders Frisk | Spectateurs : 54 000 Arbitrage : Anders Frisk |
| 20:30 · Historique des rencontres | (Rapport)      |       |            | Spectateurs : 54 000 Arbitrage : Anders Frisk | Spectateurs : 54 000 Arbitrage : Anders Frisk |

3e journée
| 30 juillet 1999                   | États-Unis            | 2 - 0 | Allemagne | Stade Jalisco, Guadalajara                              |                                                         |
| 18:00 · Historique des rencontres | Olsen 23e · Moore 50e |       |           | Spectateurs : 53 000 Arbitrage : Gilberto Alcalá Pineda | Spectateurs : 53 000 Arbitrage : Gilberto Alcalá Pineda |
| 18:00 · Historique des rencontres | (Rapport)             |       |           | Spectateurs : 53 000 Arbitrage : Gilberto Alcalá Pineda | Spectateurs : 53 000 Arbitrage : Gilberto Alcalá Pineda |

| 30 juillet 1999                   | Nouvelle-Zélande | 0 - 2 | Brésil                            | Stade Jalisco, Guadalajara                     |                                                |
| 20:30 · Historique des rencontres |                  |       | 47e Marcos Paulo · 88e Ronaldinho | Spectateurs : 53 000 Arbitrage : Kim Young-Joo | Spectateurs : 53 000 Arbitrage : Kim Young-Joo |
| 20:30 · Historique des rencontres | (Rapport)        |       |                                   | Spectateurs : 53 000 Arbitrage : Kim Young-Joo | Spectateurs : 53 000 Arbitrage : Kim Young-Joo |

### Tableau final
|  | Demi-finales                | Demi-finales           |                        |   | Finale               | Finale               |
|  | Demi-finales                | Demi-finales           |                        |   | Finale               | Finale               |
|  |                             |                        |                        |   |                      |                      |
|  | 1er août 1999 / Mexico      | 1er août 1999 / Mexico |                        |   | 4 août 1999 / Mexico | 4 août 1999 / Mexico |
|  | 1er août 1999 / Mexico      | 1er août 1999 / Mexico |                        |   | 4 août 1999 / Mexico | 4 août 1999 / Mexico |
|  | Mexique                     | 1ap                    |                        |   | 4 août 1999 / Mexico | 4 août 1999 / Mexico |
|  | Mexique                     | 1ap                    |                        |   | 4 août 1999 / Mexico | 4 août 1999 / Mexico |
|  | États-Unis                  | 0                      |                        |   | 4 août 1999 / Mexico | 4 août 1999 / Mexico |
|  | États-Unis                  | 0                      | Mexique                | 4 |                      |                      |
|  | 1er août 1999 / Guadalajara |                        | Mexique                | 4 |                      |                      |
|  |                             | Brésil                 | 3                      |   |                      |                      |
|  | Brésil                      | Brésil                 | 3                      | 8 |                      |                      |
|  | Brésil                      |                        |                        | 8 |                      |                      |
|  | Arabie saoudite             | 2                      |                        |   |                      |                      |
|  | Arabie saoudite             | 2                      | Match pour la 3e place |   |                      |                      |
|  |                             |                        |                        |   |                      |                      |
|  | 3 août 1999 / Guadalajara   |                        |                        |   |                      |                      |
|  |                             |                        |                        |   |                      |                      |
|  | États-Unis                  | 2                      |                        |   |                      |                      |
|  | États-Unis                  | 2                      |                        |   |                      |                      |
|  | Arabie saoudite             | 0                      |                        |   |                      |                      |
|  | Arabie saoudite             | 0                      |                        |   |                      |                      |

 : but en or

### Demi-finales
| 1er août 1999                     | Mexique | 1 - 0 a. p. · | États-Unis | Stade Azteca, Mexico                           |                                                |
| 12:00 · Historique des rencontres | Blanco 97e |               | | Spectateurs : 82 000 Arbitrage : Kim Young-Joo | Spectateurs : 82 000 Arbitrage : Kim Young-Joo |
| 12:00 · Historique des rencontres | (Rapport) |               | | Spectateurs : 82 000 Arbitrage : Kim Young-Joo | Spectateurs : 82 000 Arbitrage : Kim Young-Joo |
| 12:00 · Historique des rencontres | Campos - Suárez, Márquez, Torrado ( 58e Zepeda), Villa - Ramírez ( 72e Arellano), Abundis, Pardo, Terrazas ( 45e Palencia) - Blanco 57e, Carmona | Équipes       | Keller - Hejduk, Berhalter, Fraser 60e, Harkes 41e - Stewart, Kirovski, Agoos, R.Williams - Jones, McBride ( 78e Lewis) | Spectateurs : 82 000 Arbitrage : Kim Young-Joo | Spectateurs : 82 000 Arbitrage : Kim Young-Joo |

| 1er août 1999                     | Brésil | 8 - 2   | Arabie saoudite | Stade Jalisco, Guadalajara                  |                                             |
| 15:00 · Historique des rencontres | João Carlos 8e · Ronaldinho 11e 65e 90e · Zé Roberto 33e · Alex 36e 86e · Rôni 62e                                                                                  |         | 22e 31e Al-Otaibi | Spectateurs : 48 000 Arbitrage : Óscar Ruiz | Spectateurs : 48 000 Arbitrage : Óscar Ruiz |
| 15:00 · Historique des rencontres | (Rapport) |         | | Spectateurs : 48 000 Arbitrage : Óscar Ruiz | Spectateurs : 48 000 Arbitrage : Óscar Ruiz |
| 15:00 · Historique des rencontres | Dida - Evanilson ( 16e Flavio Conceição), Odvan, João Carlos, Serginho - Emerson ( 72e Beto), Ze Roberto, Vampeta 37e - Ronaldinho, Alex, Christian ( 45e Rôni 68e) | Équipes | Al-Deayea - Al-Khilaiwi, Zubromawi ( 64e Nour 69e), Al-Dawod, Al-Harbi - Al-Shahrani 39e( 43e Al-Jahani), Al-Otaibi 55e, Sulimani, Al-Subaie 81e - Al-Temyat, Harthi | Spectateurs : 48 000 Arbitrage : Óscar Ruiz | Spectateurs : 48 000 Arbitrage : Óscar Ruiz |

### 3eplace
| 3 août 1999                       | États-Unis | 2 - 0   | Arabie saoudite | Stade Jalisco, Guadalajara                     |                                                |
| 21:00 · Historique des rencontres | Bravo 27e · McBride 78e |         | | Spectateurs : 38 000 Arbitrage : Ubaldo Aquino | Spectateurs : 38 000 Arbitrage : Ubaldo Aquino |
| 21:00 · Historique des rencontres | (Rapport) |         | | Spectateurs : 38 000 Arbitrage : Ubaldo Aquino | Spectateurs : 38 000 Arbitrage : Ubaldo Aquino |
| 21:00 · Historique des rencontres | Friedel - Hejduk 42e, Berhalter ( 74e Fraser), C.J. Brown 25e, Lewis - Bravo 8e ( 55e Jones), Kirovski ( 67e Williams), Balboa, McKeon 55e, 63e - Olsen, McBride | Équipes | Al-Deayea - Al-Jahani ( 58e Al-Subaie), Al-Khilaiwi, Zubromawi, Al-Harbi ( 68e Gahwji) - Bin-Shehan 24e, Al-Waked, Al-Otaibi, Sulimani - Al-Temyat 25e, Harthi | Spectateurs : 38 000 Arbitrage : Ubaldo Aquino | Spectateurs : 38 000 Arbitrage : Ubaldo Aquino |

### Finale
| Titulaires : |  |
| |  |
| Jorge Campos · Claudio Suarez · Rafael Márquez · Germán Villa · Ramon Ramirez · José Manuel Abundis · Pável Pardo · Miguel Zepeda 83e · Cuauhtemoc Blanco · Francisco Palencia 70e · Salvador Carmona · |  |
| Remplaçants : |  |
| Isaac Terrazas 70e · Jesus Arellano 83e · |  |
| Entraîneur : |  |
| Manuel Lapuente |  |

| Titulaires : |  |
| |  |
| Dida · Odvan · Joao Carlos · Serginho · Flavio Conceicao · Zé Roberto 82e · Vampeta · Emerson · Beto 45e · Ronaldinho · Alex · |  |
| Remplaçants : |  |
| Rôni 45e · Warley 82e · |  |
| Entraîneur : |  |
| Vanderlei Luxemburgo |  |

| Titulaires : |  |
| |  |
| Jorge Campos · Claudio Suarez · Rafael Márquez · Germán Villa · Ramon Ramirez · José Manuel Abundis · Pável Pardo · Miguel Zepeda 83e · Cuauhtemoc Blanco · Francisco Palencia 70e · Salvador Carmona · |  |
| Remplaçants : |  |
| Isaac Terrazas 70e · Jesus Arellano 83e · |  |
| Entraîneur : |  |
| Manuel Lapuente |  |

| Titulaires : |  |
| |  |
| Dida · Odvan · Joao Carlos · Serginho · Flavio Conceicao · Zé Roberto 82e · Vampeta · Emerson · Beto 45e · Ronaldinho · Alex · |  |
| Remplaçants : |  |
| Rôni 45e · Warley 82e · |  |
| Entraîneur : |  |
| Vanderlei Luxemburgo |  |

## Meilleurs buteurs
6 buts
- Ronaldinho
- Cuauhtémoc Blanco
- Marzouk Al-Otaibi

4 buts
- Alex

3 buts
- Zé Roberto
- José Manuel Abundis